# Gopo pentru cel mai bun film european
Gopo pentru cel mai bun film european sunt premii acordate în cadrul galei Premiilor Gopo.
Filmele nominalizate la această categorie trebuie să fi fost distribuite în România în cursul anului precedent galei și să fie exclusiv europene. Filmele câștigătoare și cele nominalizate la această categorie sunt:

## Anii 2000
| Denumire originală | Denumire film   | Țară                              | Regizor                            |
| ------------------ | --------------- | --------------------------------- | ---------------------------------- |
| Volver             | Volver          | Spania                            | Pedro Almodóvar                    |
| Caché              | Ascuns          | Franța/ Austria/ Germania/ Italia | Michael Haneke                     |
| Le couperet        | Cu două tăișuri | Belgia/ Franța/ Spania            | Costa Gavras                       |
| L'enfant           | Copilul         | Belgia                            | Luc Dardenne, Jean-Pierre Dardenne |

| Denumire originală               | Denumire film                 | Țară                     | Regizor           |
| -------------------------------- | ----------------------------- | ------------------------ | ----------------- |
| 13–Tzameti                       | 13 Negru                      | Georgia                  | Géla Babluani     |
| La science des rêves             | Arta viselor                  | Franța                   | Michel Gondry     |
| Nuovomondo                       | Lumea nouă                    | Italia/ Franța           | Emanuele Crialese |
| Perfume: The Story of a Murderer | Parfumul: Povestea unei crime | Germania/ Spania/ Franța | Tom Tykwer        |

| Denumire originală               | Denumire film             | Țară                     | Regizor                            |
| -------------------------------- | ------------------------- | ------------------------ | ---------------------------------- |
| Obsluhoval jsem anglického krále | În slujba regelui Angliei | Cehia/ Slovenia          | Jiri Menzel                        |
| Auf der anderen Seite            | De partea cealaltă        | Germania/ Turcia/ Italia | Fatih Akin                         |
| Entre les murs                   | În clasă                  | Franța                   | Laurent Cantet                     |
| Persepolis                       | Persepolis                | Franța                   | Marjane Satrapi, Vincent Paronnaud |

## Anii 2010
| Denumire originală             | Denumire film      | Țară                   | Regizor                            |
| ------------------------------ | ------------------ | ---------------------- | ---------------------------------- |
| Gomorrah                       | Gomora             | Italia/ Franța         | Mateo Garrone                      |
| Un Conte de Noel               | Poveste de Crăciun | Franța                 | Arnaud Desplechin                  |
| Le Silence de Lorna            | Tăcerea Lornei     | Franța/ Belgia/ Italia | Jean-Pierre Dardenne, Luc Dardenne |
| Il y a longtemps que je t'aime | Te iubesc de mult  | Franța/ Germania       | Philippe Claudel                   |

| Denumire originală | Denumire film     | Țară                      | Regizor         |
| ------------------ | ----------------- | ------------------------- | --------------- |
| Das Weisse Band    | Panglica albă     | Franța/ Germania/ Austria | Michael Haneke  |
| An Education       | O lecție de viață | Regatul Unit              | Lone Scherfig   |
| Antichrist         | Antichrist        | Danemarca                 | Lars von Trier  |
| L'Illusionniste    | Iluzionistul      | Regatul Unit/ Franța      | Sylvain Chomet  |
| Un prophète        | Un profet         | Franța                    | Jacques Audiard |

| Denumire originală | Denumire film          | Țară                      | Regizor                  |
| ------------------ | ---------------------- | ------------------------- | ------------------------ |
| Melancholia        | Melancolia             | Danemarca                 | Lars von Trier           |
| Tournee            | În turneu              | Franța                    | Matthieu Amalric         |
| La piel que habito | Pielea în care trăiesc | Spania                    | Pedro Almodovar          |
| Another year       | Un an din viață        | Regatul Unit              | Mike Leigh               |
| Le quattro volte   | În patru timpi         | Italia/ Germania/ Elveția | Michelangelo Frammartino |

| Denumire originală | Denumire film            | Țară                        | Regizor               |
| ------------------ | ------------------------ | --------------------------- | --------------------- |
| Amour              | Iubire                   | Franța/ Australia/ Germania | Michael Haneke        |
| Hannah Arendt      | Hannah Arendt            | Germania/ Luxemburg/ Franța | Margarethe von Trotta |
| Kapringen          | Detrurnarea              | Danemarca                   | Tobias Lindholm       |
| La vie d’Adele     | Adele: Capitolele 1 și 2 | Franța/ Belgia/ Spania      | Abdellatif Kechiche   |
| Jagten             | Vânătoarea               | Danemarca                   | Thomas Vinterberg     |

| Denumire originală         | Denumire film              | Țară      | Regizor             |
| -------------------------- | -------------------------- | --------- | ------------------- |
| La grande belezza          | La grande belezza          | Italia    | Paolo Sorrentino    |
| Nymphomaniac: volume 1 & 2 | Nymphomaniac: volume 1 & 2 | Danemarca | Lars von Trier      |
| Kraftidioten               | În ordinea dispariției     | Norvegia  | Hans Petter Moland  |
| Stations of the cross      | Patimile Mariei            | Germania  | Dietrich Brüggemann |
| Ida                        | Ida                        | Polonia   | Pawel Pawlikowski   |

| Denumire originală        | Denumire film        | Țară         | Regizor              |
| ------------------------- | -------------------- | ------------ | -------------------- |
| Leviathan                 | Leviathan            | Rusia        | Andrei Zviaghințev   |
| Ex Machina                | Ex Machina           | Regatul Unit | Alex Garland         |
| The Tribe                 | Tribul               | Ucraina      | Miroslav Slaboșpițki |
| Winter sleep              | Somn de iarnă        | Turcia       | Nuri Bilge Ceylan    |
| Le Tout Nouveau Testament | Testamentul nou nouț | Franța       | Jaco Van Dormael     |

| Denumire originală                                 | Denumire film                    | Țară              | Regizor           |
| -------------------------------------------------- | -------------------------------- | ----------------- | ----------------- |
| Saul Fia                                           | Fiul lui Saul                    | Ungaria           | László Nemes      |
| Toni Erdmann                                       | Toni Erdmann                     | Germania/ Austria | Maren Ade         |
| La Isla Minima                                     | Mlaștina                         | Spania            | Alberto Rodríguez |
| Hrútar                                             | Despre oameni și oi              | Islanda           | Grímur Hákonarson |
| En duva satt på en gren och funderade på tillvaron | Un porumbel cugetând pe o ramură | Suedia            | Roy Andersson     |

| Denumire originală   | Denumire film              | Țară             | Regizor              |
| -------------------- | -------------------------- | ---------------- | -------------------- |
| Testről és lélekről  | Despre trup și suflet      | Ungaria          | Ildikó Enyedi        |
| Toivon tuolla puolen | Cealaltă parte a speranței | Finlanda         | Aki Kaurismäki       |
| Dunkirk              | Dunkirk                    | Regatul Unit     | Christopher Nolan    |
| Ma Loute             | Mister în Slack Bay        | Germania/ Franța | Grímur Hákonarson    |
| (M)uchenik           | (M)ucenicul                | Rusia            | Kirill Serebrennikov |

| Denumire originală           | Denumire film           | Țară         | Regizor          |
| ---------------------------- | ----------------------- | ------------ | ---------------- |
| The Killing of a Sacred Deer | Uciderea cerbului sacru | Regatul Unit | Yorgos Lanthimos |
| Dovlatov                     | Dovlatov                | Rusia        | Aleksei German   |
| Utøya 22. juli               | Utoya: 22 iulie         | Norvegia     | Erik Poppe       |
| Visages villages             | Chipuri, locuri         | Franța       | Agnès Varda      |
| Un beau soleil intérieur     | Lumina dinăuntru        | Franța       | Claire Denis     |

## Anii 2020
| Denumire originală        | Denumire film                   | Țară         | Regizor              |
| ------------------------- | ------------------------------- | ------------ | -------------------- |
| Dolor y gloria            | Durere și glorie                | Spania       | Pedro Almodóvar      |
| Leto                      | O vară rock'n'roll              | Rusia        | Kirill Serebrennikov |
| Sunset                    | Apusul                          | Ungaria      | László Nemes         |
| The Favourite             | Favorita                        | Regatul Unit | Yorgos Lanthimos     |
| The House That Jack Built | Casa pe care Jack a construit-o | Regatul Unit | Lars von Trier       |

| Denumire originală  | Denumire film       | Țară         | Regizor          |
| ------------------- | ------------------- | ------------ | ---------------- |
| Sorry We Missed You | În absența dvs.     | Regatul Unit | Ken Loach        |
| Il Traditore        | Trădătorul          | Italia       | Marco Bellocchio |
| It Must Be Heaven   | Paradisul, probabil | Franța       | Elia Suleiman    |
| Les Miserables      | Mizerabilii         | Franța       | Ladj Ly          |

| Denumire originală                | Denumire film                   | Țară      | Regizor           |
| --------------------------------- | ------------------------------- | --------- | ----------------- |
| Another Round                     | Încă un rând                    | Danemarca | Thomas Vinterberg |
| Adieu les cons                    | Adio, proștilor!                | Franța    | Albert Dupontel   |
| 'Annette                          | Annette                         | Franța    | Leos Carax        |
| Les traducteurs                   | Traducătorii                    | Franța    | Régis Roinsard    |
| Portrait de la jeune fille en feu | Portretul unei femei în flăcări | Franța    | Céline Sciamma    |

| Denumire originală       | Denumire film            | Țară   | Regizor                  |
| ------------------------ | ------------------------ | ------ | ------------------------ |
| Vortex                   | Vortex                   | Franța | Gaspar Noé               |
| Alcarras                 | Alcarras                 | Spania | Carla Simon              |
| 'L’événement             | L’événement              | Franța | Audrey Diwan             |
| Il buco                  | Il buco                  | Italia | Michelangelo Frammartino |
| Les passagers de la nuit | Les passagers de la nuit | Franța | Mikhael Hers             |

| Denumire originală   | Denumire film           | Țară              | Regizor           |
| -------------------- | ----------------------- | ----------------- | ----------------- |
| Anatomie d'une chute | Anatomia unei prăbușiri | Franța            | Justine Triet     |
| Close                | Aproape                 | Belgia            | Lukas Dhont       |
| As bestas            | Bestiile                | Spania            | Rodrigo Sorogoyen |
| Fallen leaves        | Frunze căzătoare        | Finlanda Germania | Aki Kaurismäki    |
| Saint Omer           | Saint Omer              | Franța            | Alice Diop        |

| Denumire originală   | Denumire film       | Țară                                            | Regizor           |
| -------------------- | ------------------- | ----------------------------------------------- | ----------------- |
| The Zone of Interest | Zona de interes     | Regatul Unit Statele Unite ale Americii Polonia | Jonathan Glazer   |
| Io capitano          | Eu căpitan          | Italia Belgia Franța                            | Matteo Garrone    |
| Kinds of Kindness    | Forme de bunătate   | Irlanda Regatul Unit                            | Yorgos Lanthimos  |
| Kuru otlar ustune    | Prin ierburi uscate | Turcia Franța Germania Suedia                   | Nuri Bilge Ceylan |
| La chimera           | Himera              | Italia Elveția Franța                           | Alice Rohrwacher  |